# Sint-Germanuskerk (Saint-Germain-en-Laye)
De Sint-Germanuskerk (Église Saint-Germain) van Saint-Germain-en-Laye in het Franse departement Yvelines is een parochiekerk in de gemeente Saint-Germain-en-Laye, op ongeveer 19 km ten westen van Parijs. Ze is opgetrokken in een neoklassieke stijl, en staat dicht bij het kasteel. De voorgevel bestaat uit zes Toscaanse zuilen.

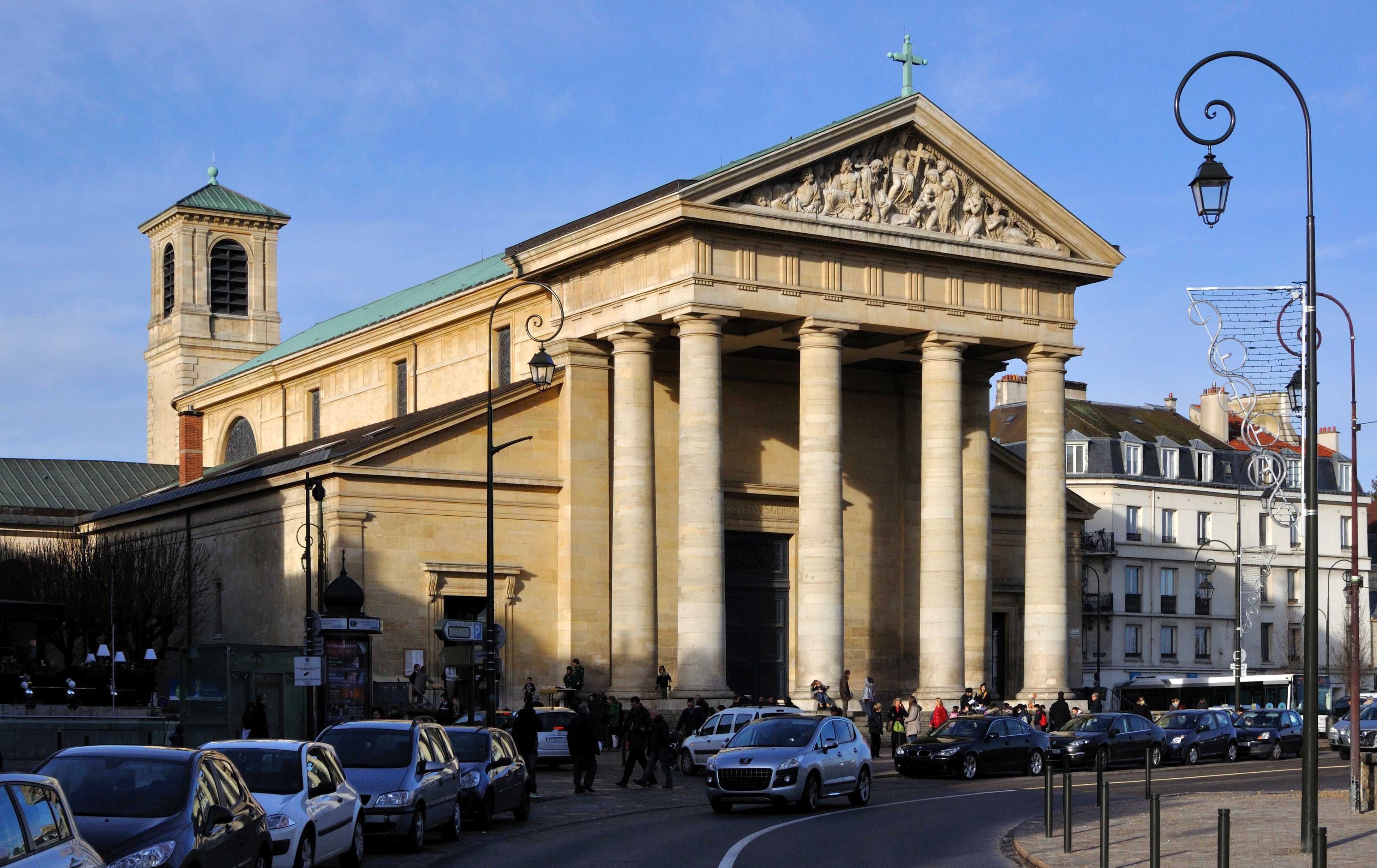
De Sint-Germanuskerk van Saint-Germain-en-Laye (2011)

## Geschiedenis
Het is het vierde kerkgebouw dat op deze plek staat.
1. Het eerste kerkgebouw - toegewijd aan Sint-Germanus (476-576) - werd gebouwd in opdracht van Robert II van Frankrijk rond 1028. Het was omgeven door een abdij. In 1346 werd het in brand gestoken door de Engelsen, onder leiding van de Zwarte Prins.
2. De kerk werd heropgebouwd rond het midden van de 14e eeuw, onder de regering van Karel V van Frankrijk. In de 16e eeuw werd ze vergroot. Lodewijk XIII werd er ingewijd als koning van Frankrijk. In 1649 werden er talrijke verbeteringswerken uitgevoerd: In 1676 werd het schip verlengd en een klokkentoren toegevoegd, maar in 1681 stortte ze gedeeltelijk in..
3. Hierop liet Lodewijk XIV (die in Saint-Germain-en-Laye werd geboren) in 1682 opnieuw een kerk bouwen onder de leiding van de architect Jules Hardoin-Mansart. De inwijding vond reeds plaats in 1683
4. Lodewijk XV vond dit kerkgebouw te klein, liet het afbreken en vervangen door een groter exemplaar. Architect Potain verliet de barokke stijl en koos voor een Grieks-Romeinse tempelstijl. Bovendien werd de richting omgekeerd van het (traditionele oosten) naar het westen, zodat het nieuwe heiligdom naar het kasteel gericht was. De eerste steenlegging vond plaats in 1766. Bij de Franse Revolutie van 1789 was het gebouw nog maar half voltooid. Het werd omgedoopt tot 'Tempel van de Rede'. Na het concordaat van 1801 normaliseerde de situatie, maar het gebouw bleef onafgewerkt tot in1824 verder werd gebouwd onder leiding van de architecten Mouttier en Malpièce. Ze werd in 1827 ingewijd. Vanaf 1836 drong een restauratie zich op, die werd uitgevoerd door Joseph Nicolle van 1848 tot 1854. De interne decoratie werd toevertrouwd aan Amaury-Duval in 1859.[1]

## Opmerkelijke decoraties aan de binnenzijde
- In een van de rechter zijkapellen vinden we het mausoleum van Jacobus II van Engeland,[2] die – na van de Engelse troon te zijn gestoten – in 1688 asiel vroeg en kreeg in Frankrijk bij zijn neef Lodewijk XIV. Hij stierf in het Kasteel van Saint-Germain-en-Laye in 1701. Het stoffelijk overschot van de verjaagde Engelse koning werd teruggevonden in 1824, bij het graven van de fundamenten van een nieuwe klokkentoren. Lodewijk Filips I van Frankrijk liet het mausoleum bouwen vanaf 1827 (tot 1835). Koningin Victoria bezocht de kapel in 1855 en financierde daarop de restauratie. Op de muren vindt men daarom de Britse wapenspreuken 'honi soit qui mal y pense' en 'Dieu et mon droit'. De eerste is de spreuk van de Orde van de Kousenband.
- De preekstoel werd in 1682 gebouwd voor de derde kapel van het Kasteel van Versailles (le salon d'Hercule), maar moest in 1710 plaats ruimen voor een nieuw exemplaar; het werd daarom door Lodewijk XIV geschonken aan deze kerk. Door de omkering van de richting van de vierde kerk ten opzichte van de derde kerk, kijkt het leeuwtje naar de uitgang (waar hij traditioneel naar het koor kijkt).
- Het grote orgel werd besteld in opdracht van Lodewijk XIV bij Alexander Thierry in 1698 en werd voltooid in 1709 (40 registers). Het bestaat uit ongeveer 3000 orgelpijpen, waarvan er maar een klein gedeelte zichtbaar zijn. Het orgel telt momenteel 47 registers en werd in 1984 geklasseerd als historisch monument.[3]
- Het orgel in het koor is van de hand van Aristide Cavaillé-Coll (1889).
- Aan de linkerzijde bevindt zich een bas-relief van de kruisafneming, waarvan men beweert dat het een kopie is van een werk van Benedetto Antelami (12-13e eeuw) waarvan het origineel in de kathedraal van Parma te bewonderen is.